# Каменица (област Благоевград)
Вижте пояснителната страница за други значения на Каменица.
Ка̀меница е село в Югозападна България, община Струмяни, област Благоевград. Селото е в България от 1912 година. в резултат от Балканската война.

## География
Село Каменица се намира на около 40 km южно от областния център Благоевград, около 4 km запад-северозападно от общинския център Струмяни и около 14 km северозападно от град Сандански. Разположено е в югоизточните подножия на Малешевската планина, на около километър от десния (западния) бряг на река Струма.
Надморската височина нараства от около 160 m в източния край на селото до около 220 m в западния му край, а в центъра при църквата „Свети Пантелеймон“ е около 190 m.
Източно от Каменица минава третокласният републикански път III-1082, водещ на север през селата Горна Крушица и Сливница към град Кресна, а на юг – към село Микрево, връзка в него с автомагистрала „Струма“ и – отвъд река Струма – с първокласния републикански път I-1 (част от Европейски път Е79) и село Струмяни. Общински път води на запад от Каменица към селата Кърпелево и Вракуповица.
Землището на село Каменица граничи със землищата на: село Горна Крушица на северозапад и север; село Илинденци на изток; село Микрево на юг; село Кърпелево на запад.
Населението на село Каменица, наброявало 179 души при преброяването към 1934 г. и 381 към 1965 г., намалява до 99 (по текущата демографска статистика за населението) към 2020 г.
При преброяването на населението към 1 февруари 2011 г., от обща численост 105 лица, за 104 лица е посочена принадлежност към „българска“ етническа група и за едно – „не отговорили“.

## История
В „Етнография на вилаетите Адрианопол, Монастир и Салоника“, издадена в Константинопол в 1878 година и отразяваща статистиката на населението от 1873 година, Каменица (Kaménitsa) е посочено като село с 16 домакинства и 40 жители мюсюлмани.
Към 1900 г. според статистиката на Васил Кънчов („Македония. Етнография и статистика“) в Каменица, Петричка каза, живеят 220 турци.